# Era (marka telefonii komórkowej)
Era, Era GSM – marka telefonii komórkowej firmy Polska Telefonia Cyfrowa Sp. z o.o. (obecnie T-Mobile Polska), obecna w Polsce w latach 1996–2011. W wyniku przejęcia pakietu większościowego Polskiej Telefonii Cyfrowej przeprowadzono 5 czerwca 2011 rebranding na międzynarodową markę T-Mobile.

## Informacje ogólne
Era była marką cyfrowej sieci telefonii komórkowej, wykorzystująca między innymi pasmo: GSM 900, GSM 1800 oraz UMTS 2100. Międzynarodowe oznaczenie sieci to 260-02.

## Historia
Polska Telefonia Cyfrowa otrzymała 26 lutego 1996 koncesję na świadczenie usług telekomunikacyjnych z numerem przywoławczym 602 i zezwolenie na budowę ruchomej sieci radiokomunikacyjnej według standardu GSM w paśmie 900 MHz, które później zostało rozszerzone również na GSM 1800 MHz. Pierwsze testowe (niekomercyjne) stacje bazowe zostały uruchomione podczas MTP w czerwcu 1996 (anteny w pawilonie 23 i samochód – platforma z masztem i anteną o charakterystyce dookolnej) oraz kilka stacji bazowych w Warszawie. Komercyjne uruchomienie sieci nastąpiło 16 września 1996 roku. Przez pierwsze lata sieć funkcjonowała pod nazwą Era GSM. 30 października 2006 roku Era jako pierwszy operator w kraju uruchomił komercyjnie usługę HSDPA.
Wskutek rebrandingu 5 czerwca 2011 roku nastąpiła zmiana marki na T-Mobile.

## Oferta

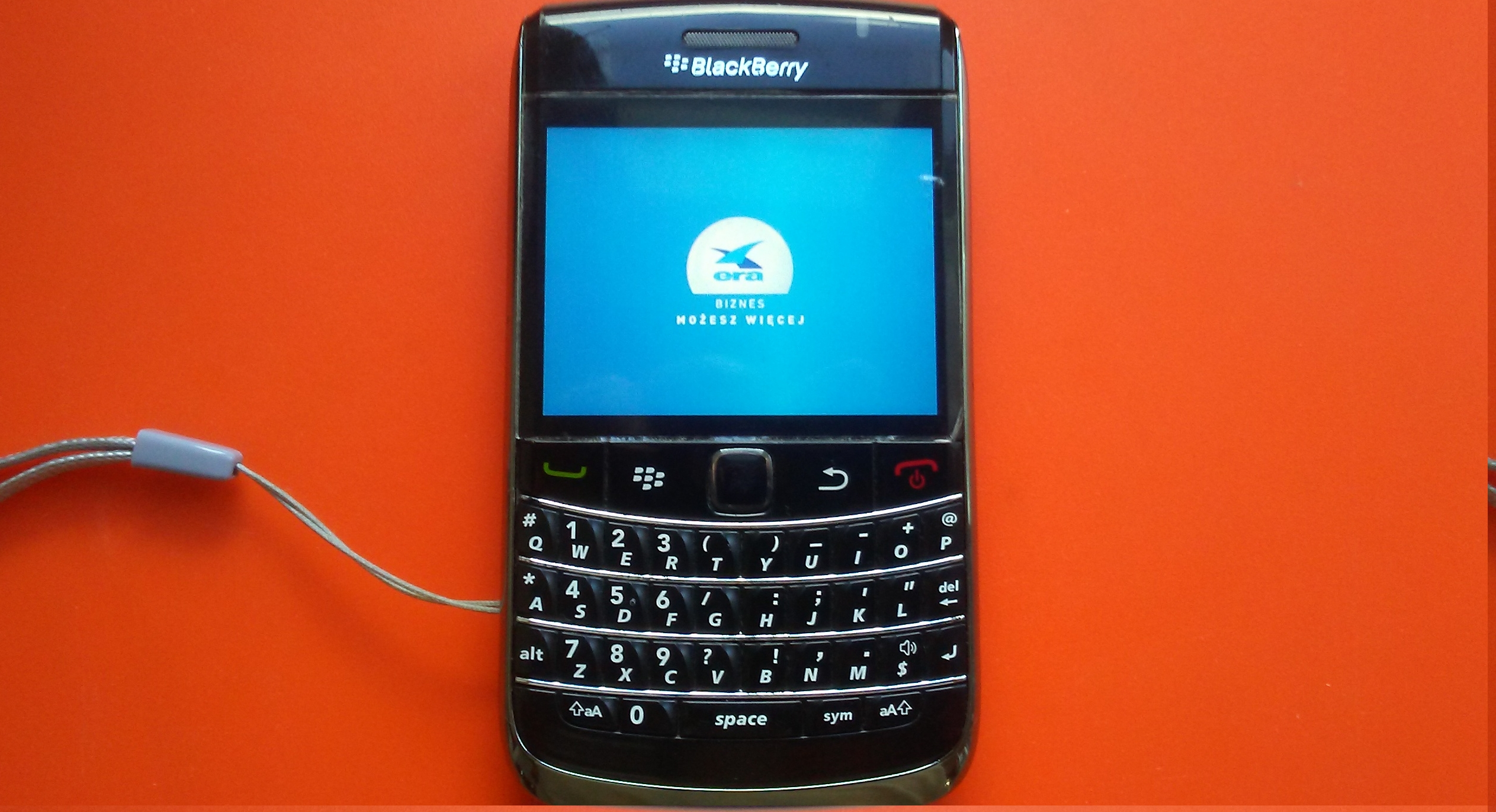
Logotyp Ery na terminalu Blackberry

Sieć oferowała usługi abonamentowe dla osób prywatnych i klientów biznesowych (Era Biznes) oraz usługi bezabonamentowe prepaid (Tak Tak), jak również usługi szybkiego dostępu do Internetu (blueconnect) w oparciu o technologie GPRS/EDGE/UMTS/HSDPA/WLAN. 16 października 2006 wprowadzono do oferty telefonię stacjonarną: „Era Domowa” (dla osób fizycznych) oraz „Era Firmowa” (dla podmiotów gospodarczych).
W drugiej połowie 2008 r. zostały wprowadzone dwie nowe usługi „Era Linia Domowa” oraz „Era Internet Stacjonarny”. Oferty te pozwalały na zmianę operatora stacjonarnego na liniach TPSA oraz korzystanie z Internetu w technologii ADSL.